# Xanthopimpla deplanata
Xanthopimpla deplanata là một loài tò vò trong họ Ichneumonidae.